# Prignac-en-Médoc
korábbi község Franciaország Új-Aquitania régiójában, Gironde megyében. 2019. január 1-jén Blaignan korábbi községgel egyesült és az így létrejött Blaignan-Prignac új község része lett.
Lakosainak száma 207 fő (2015).
Polgármester: 2014–2020 Alexandre Pierrard.

## Demográfia
| Lakosok száma | 141  | 148  | 167  | 169  | 162  | 210  | 225  | 210  | 207  | 209  |
|               | 1968 | 1975 | 1982 | 1990 | 1999 | 2006 | 2011 | 2013 | 2015 | 2016 |